# Goransko
Goransko es una localidad de Montenegro perteneciente al municipio de Plužine en el noroeste del país.
En 2011 tenía una población de 272 habitantes, de los cuales 183 eran étnicamente serbios y 81 montenegrinos.
Se ubica unos 5 km al sur de la capital municipal Plužine, sobre la carretera M18 que lleva a Podgorica.
La localidad es conocida por albergar el monasterio de Piva, un monasterio del siglo XVI que tuvo que ser trasladado aquí piedra a piedra en 1982 por la construcción de un embalse en el río Piva.

## Demografía
La localidad ha tenido la siguiente evolución demográfica:
| Gráfica de evolución demográfica de Goransko entre 1948 y 2003 |
|                                                                |